# Nederlandse kampioenschappen schaatsen sprint 2007
De Nederlandse Kampioenschappen Sprint 2007 werden op 6 en 7 januari gehouden in Groningen.
Op de ijsbaan Kardinge zijn de titelverdedigers Marianne Timmer en Stefan Groothuis. Zij werden een jaar eerder in Assen Nederlands sprintkampioen. Het NK Sprint 2007 werd voor de achtste keer in Groningen gehouden, waarvan 7 in de laatste 11 edities.
| Datum                   | Onderdeel                                                               |
| ----------------------- | ----------------------------------------------------------------------- |
| zaterdag 6 januari 2007 | 500 meter vrouwen 500 meter mannen 1000 meter vrouwen 1000 meter mannen |
| zondag 7 januari 2007   | 500 meter vrouwen 500 meter mannen 1000 meter vrouwen 1000 meter mannen |

## 500 meter, 1e run
| rang   | schaatsster         | tijd  |
| ------ | ------------------- | ----- |
| Goud   | Marianne Timmer     | 39,68 |
| Zilver | Annette Gerritsen   | 39,73 |
| Brons  | Margot Boer         | 39,87 |
| 4      | Sanne van der Star  | 40,29 |
| 5      | Laurine van Riessen | 40,51 |
| 6      | Wieteke Cramer      | 40,90 |
| 7      | Marloes Gelderblom  | 40,91 |
| 8      | Frederika Buwalda   | 41,17 |
| =      | Sophie Nijman       | 41,17 |
| 10     | Willeke van Benthem | 41,32 |

| rang   | schaatser         | tijd  |
| ------ | ----------------- | ----- |
| Goud   | Jan Bos           | 36,16 |
| Zilver | Beorn Nijenhuis   | 36,17 |
| Brons  | Jan Smeekens      | 36,19 |
| 4      | Gerard van Velde  | 36,21 |
| 5      | Erben Wennemars   | 36,23 |
| 6      | Lars Elgersma     | 36,46 |
| 7      | Stefan Groothuis  | 36,47 |
| 8      | Jacques de Koning | 36,55 |
| 9      | Simon Kuipers     | 36,67 |
| 10     | Alexander Oltrop  | 36,70 |

## 1000 meter, 1e run
| rang   | schaatsster         | tijd    |
| ------ | ------------------- | ------- |
| Goud   | Marianne Timmer     | 1.20,27 |
| Zilver | Margot Boer         | 1.20,28 |
| Brons  | Jorien Voorhuis     | 1.20,31 |
| 4      | Annette Gerritsen   | 1.20,70 |
| 5      | Laurine van Riessen | 1.20,87 |
| 6      | Wieteke Cramer      | 1.20,95 |
| 7      | Sophie Nijman       | 1.21,07 |
| 8      | Els Murris          | 1.21,17 |
| 9      | Tessa van Dijk      | 1.21,26 |
| 10     | Willeke van Benthem | 1.21,53 |

| rang   | schaatser          | tijd    |
| ------ | ------------------ | ------- |
| Goud   | Stefan Groothuis   | 1.10,61 |
| Zilver | Jan Bos            | 1.10,79 |
| Brons  | Erben Wennemars    | 1.10,86 |
| 4      | Beorn Nijenhuis    | 1.11,45 |
| 5      | Simon Kuipers      | 1.11,70 |
| 6      | Gerard van Velde   | 1.11,73 |
| 7      | Lars Elgersma      | 1.12,28 |
| 8      | Jurre Trouw        | 1.12,73 |
| 9      | Ronald van Slooten | 1.12,82 |
| =      | Yuri Solinger      | 1.12,82 |

## 500 meter, 2e run
| rang   | schaatsster         | tijd  |
| ------ | ------------------- | ----- |
| Goud   | Annette Gerritsen   | 39,62 |
| Zilver | Marianne Timmer     | 39,73 |
| Brons  | Margot Boer         | 39,81 |
| 4      | Laurine van Riessen | 40,14 |
| 5      | Frederika Buwalda   | 40,83 |
| 6      | Sophie Nijman       | 40,90 |
| 7      | Willeke van Benthem | 41,01 |
| 8      | Wieteke Cramer      | 41,02 |
| 9      | Jorien Kranenborg   | 41,05 |
| 10     | Emilie Gale         | 41,19 |

| rang   | schaatser         | tijd  |
| ------ | ----------------- | ----- |
| Goud   | Jan Smeekens      | 36,10 |
| Zilver | Gerard van Velde  | 36,12 |
| Brons  | Erben Wennemars   | 36,17 |
| 4      | Beorn Nijenhuis   | 36,20 |
| 5      | Jacques de Koning | 36,27 |
| 6      | Jan Bos           | 36,29 |
| 7      | Simon Kuipers     | 36,40 |
| 8      | Stefan Groothuis  | 36,53 |
| 9      | Alexander Oltrop  | 36,58 |
| 10     | Lars Elgersma     | 36,64 |

## 1000 meter, 2e run
| rang   | schaatsster         | tijd    |
| ------ | ------------------- | ------- |
| Goud   | Annette Gerritsen   | 1.19,50 |
| Zilver | Margot Boer         | 1.19,67 |
| Brons  | Marianne Timmer     | 1.19,74 |
| 4      | Laurine van Riessen | 1.20,34 |
| 5      | Jorien Voorhuis     | 1.20,83 |
| 6      | Sophie Nijman       | 1.20,94 |
| 7      | Wieteke Cramer      | 1.21,43 |
| 8      | Els Murris          | 1.21,58 |
| 9      | Willeke van Benthem | 1.21,69 |
| 10     | Frederika Buwalda   | 1.22,01 |

| rang   | schaatser         | tijd    |
| ------ | ----------------- | ------- |
| Goud   | Erben Wennemars   | 1.10,40 |
| Zilver | Jan Bos           | 1.10,93 |
| Brons  | Simon Kuipers     | 1.11,23 |
| =      | Beorn Nijenhuis   | 1.11,23 |
| 5      | Stefan Groothuis  | 1.11,29 |
| 6      | Gerard van Velde  | 1.11,37 |
| 7      | Remco Olde Heuvel | 1.20,34 |
| 8      | Alexander Oltrop  | 1.12,60 |
| 9      | Rhian Ket         | 1.12,69 |
| 10     | Yuri Solinger     | 1.12,84 |

## Eindklassement
| rang   | schaatsster         | 1e 500m | 1e 1000m | 2e 500m | 2e 1000m | puntentotaal |
| ------ | ------------------- | ------- | -------- | ------- | -------- | ------------ |
| Goud   | Marianne Timmer     | 1       | 1        | 2       | 3        | 159,415      |
| Zilver | Annette Gerritsen   | 2       | 4        | 1       | 1        | 159,450      |
| Brons  | Margot Boer         | 3       | 2        | 3       | 2        | 159,655      |
| 4      | Laurine van Riessen | 5       | 5        | 4       | 4        | 161,255      |
| 5      | Sophie Nijman       | 8       | 7        | 6       | 6        | 163,075      |
| 6      | Wieteke Cramer      | 6       | 6        | 8       | 7        | 163,110      |
| 7      | Jorien Voorhuis     | 12      | 3        | 11      | 5        | 163,140      |
| 8      | Willeke van Benthem | 10      | 10       | 7       | 9        | 163,940      |
| 9      | Frederika Buwalda   | 8       | 12       | 5       | 10       | 164,045      |
| 10     | Els Murris          | 17      | 8        | 14      | 8        | 164,535      |

Complete eindklassement vrouwen[dode link]
| rang   | schaatser         | 1e 500m | 1e 1000m | 2e 500m | 2e 1000m | puntentotaal |
| ------ | ----------------- | ------- | -------- | ------- | -------- | ------------ |
| Goud   | Erben Wennemars   | 5       | 3        | 3       | 1        | 143,030      |
| Zilver | Jan Bos           | 1       | 2        | 6       | 2        | 143,310      |
| Brons  | Beorn Nijenhuis   | 2       | 4        | 4       | 3        | 143,710      |
| 4      | Gerard van Velde  | 4       | 6        | 2       | 6        | 143,880      |
| 5      | Stefan Groothuis  | 7       | 1        | 8       | 5        | 143,950      |
| 6      | Simon Kuipers     | 9       | 5        | 7       | 3        | 144,535      |
| 7      | Jan Smeekens      | 3       | 15       | 1       | 14       | 145,735      |
| 8      | Alexander Oltrop  | 10      | 12       | 9       | 8        | 146,055      |
| 9      | Lars Elgersma     | 6       | 7        | 10      | 15       | 146,100      |
| 10     | Remco Olde Heuvel | 12      | 11       | 12      | 7        | 146,190      |

Complete eindklassement mannen[dode link]